# Ciconia
Ciconia je rod ptáků patřící do čeledi čápovití (Ciconiidae). Jméno pochází z latiny. Většina druhů obývá Starý svět, ale jeden z nich, čáp jihoamerický (Ciconia maguari), se vyskytuje na americkém kontinentu. V prehistorických dobách se čápi v oblasti Ameriky vyskytovali hojněji, v raném pliocénu pak obývali celou severní polokouli. Podle fosilních nálezů se zdá, že se rod vyvinul kolem Atlantiku, možná na západě Evropy nebo v Africe, kvůli nedostatku nálezů z Asie to však není jisté.
Jedná se o velké ptáky, typicky měřící 1 m, s rozpětím křídel až 180 cm, a dlouhým tlustým zobákem. Zbarvení je mezi druhy proměnlivé, několik druhů má však černou horní stranu těla s křídly, zatímco břicho dosahuje bílé barvy. Mláďata jsou zbarvena hnědě. Při letu mají čápi natažený krk, tím se odlišují od volavkovitých. Pro dlouhý let využívají stoupavých proudů tvořících se nad pevninou.
Členové rodu jsou monogamní ptáci, pár spolu zůstává celý život. Hnízdo si staví většinou na stromech, čáp jihoamerický pak na zemi a nejméně tři druhy využívají i lidských staveb. Živí se například žábami, hmyzem, ještěrkami, mladými ptáky a hlodavci.

## Druhy
Existuje sedm žijících druhů:
- Ciconia abdimii – čáp simbil
- Ciconia boyciana – čáp východní
- Ciconia ciconia – čáp bílý
- Ciconia episcopus – čáp bělokrký
- Ciconia maguari – čáp jihoamerický
- Ciconia nigra – čáp černý
- Ciconia stormi – čáp pestrý

Mezi vyhynulé druhy se pak řadí Ciconia gaudryi, Ciconia kahli, Ciconia louisebolsae, Ciconia lucida, Ciconia maltha, Ciconia minor, Ciconia nana, Ciconia sarmantica a Ciconia stehlini.